# Ixodes muris
Ixodes muris är en fästingart som beskrevs av Bishopp och Smith 1937. Ixodes muris ingår i släktet Ixodes och familjen hårda fästingar. Inga underarter finns listade i Catalogue of Life.